# Eisenbahnunfall von Spuyten Duyvil
Der Eisenbahnunfall von Spuyten Duyvil war ein Auffahrunfall, der sich am 13. Januar 1882 im Norden von New York City ereignete. Dabei starben acht Menschen, darunter auch Webster Wagner, Gründer der Wagner Palace Car Company.

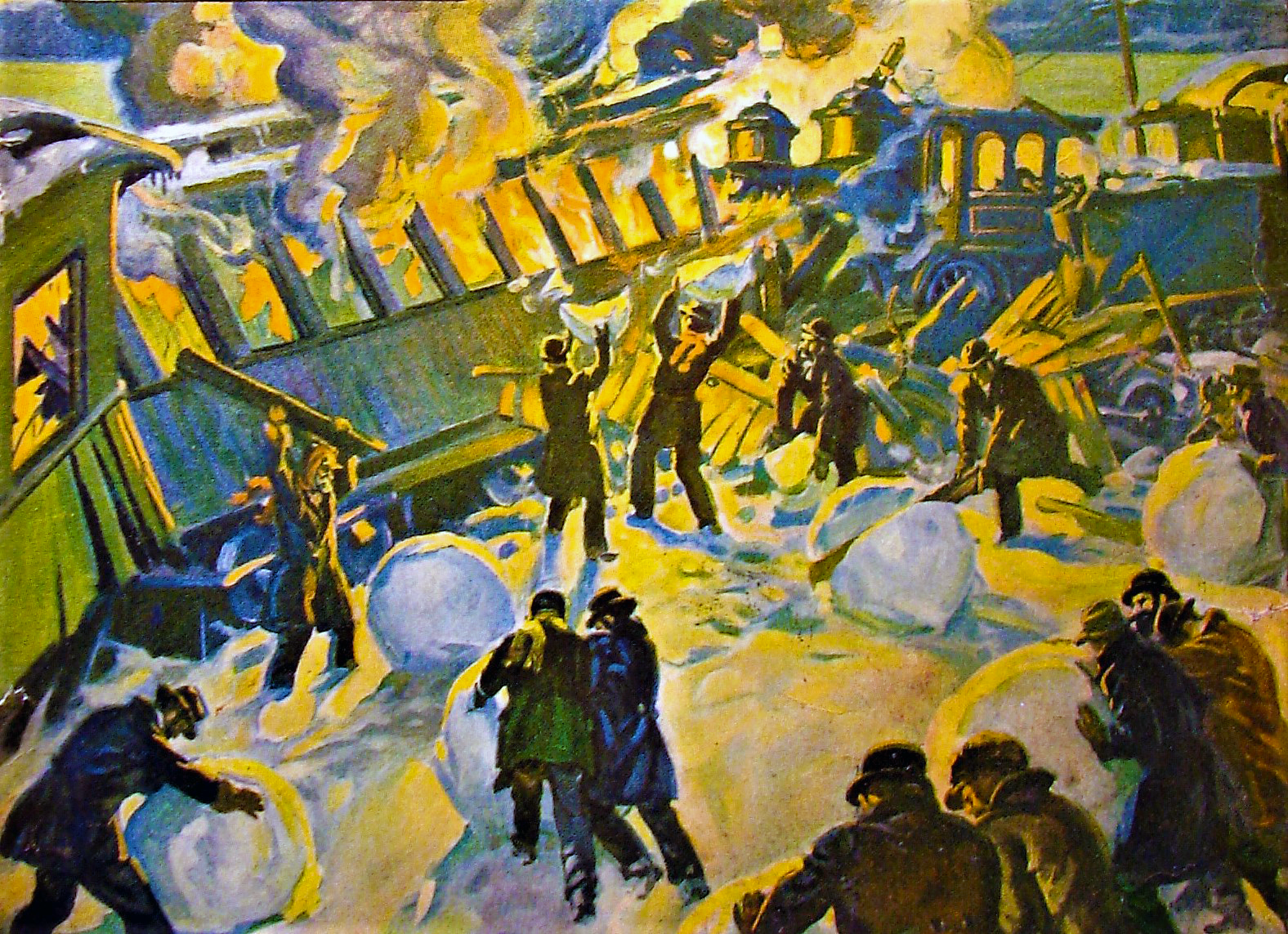
Darstellung des Unfalls aus den 1930er Jahren

## Ausgangslage

### Geografische Lage
Spuyten Duyvil ist ein Ortsteil der Bronx, die wenige Jahre zuvor nach New York City eingemeindet worden war. Durch den Bahnhof Spuyten Duyvil verläuft die Hudson River Railroad, die damals zur New York Central Railroad gehörte. Der Bahnhof ist heute eine Nahverkehrs-Haltestelle der Hudson Line der Metro-North Railroad. Die Unfallstelle lag etwa 400 m südlich des Bahnhofs. Dort verläuft die Bahnstrecke durch den Rolling Mill Cut, einen Geländeeinschnitt, der die Sicht auf die dahinter liegende Strecke in beide Richtungen versperrt. Zusätzlich war die Sicht am nördlichen Ende des Einschnitts damals durch Gebäude eingeschränkt. Es war Mitte Januar und auch an der Unfallstelle lag viel Schnee.

### Zugsicherung
Die Zugsicherung erfolgte – wie damals weitgehend üblich – durch Fahren im Zeitabstand. Dazu gehörte auch Personal – trotz inzwischen durchgehenden Luftdruckbremsen immer noch als „Bremser“ bezeichnet –, das bei einem außerplanmäßigen Halt auf der Strecke eventuell folgenden Zügen eine halbe Meile (800 m) entgegen laufen musste, um sie mit Flagge oder Laterne vor dem liegengebliebenen Zug zu warnen.
Die NYC sicherte den Geländeeinschnitt weiter mit Streckenposten an dessen beiden Enden. Die Posten sollten mit Flaggen und Laternen nachfolgende Züge warnen, falls die Strecke nicht frei war. Kurz vor dem Unfall war der Posten am Südende des Einschnitts aus ökonomischen Gründen entlassen worden. Der verbliebene Posten am Nordende des Einschnitts konnte aber dessen südlichen Teil nicht einsehen.

### Atlantic Express
Der vorausfahrende Zug war der Atlantic Express der New York Central and Hudson River Railroad (NYC) aus Chicago mit dem Ziel Grand Central Depot in New York City. Die damals verwendeten Personenwagen bestanden überwiegend aus Holz. Für die Beleuchtung in den Wagen sorgten Mineralöllampen, die die NYC anderthalb Jahre zuvor eingeführt und die die Beleuchtung durch Kerzen abgelöst hatte.
Der Atlantic Express kam am Nachmittag des 13. Januar 1882, einem Freitag, aufgrund starken Schneefalls bereits mit Verspätung in der Union Station in Albany, der Hauptstadt des US-Bundesstaates New York, an. Das Parlament des Bundesstaates hatte kurz zuvor seine Sitzung beendet und zahlreiche Abgeordnete beider Häuser, die nach Hause ins Wochenende fuhren, befanden sich unter den Fahrgästen. Die Abgeordneten reisten überwiegend in den ersten vier Wagen. Die NYC stellte ihnen nicht nur Freifahrten zur Verfügung, sondern gab auch alkoholische Getränke frei aus. Sie wollte damit gute Stimmung für ihre Anliegen im Parlament sicherstellen.
In Albany waren so viele Fahrkarten verkauft worden, dass dem Zug 15 zusätzliche Wagen beigestellt wurden und eine zweite Lokomotive vorgespannt werden musste. Der Atlantic Express bestand nun aus diesen Lokomotiven, den zusätzlichen Wagen und am Ende den Wagen des Stammzuges: zwei Bahnpostwagen, einem Gepäckwagen, vier Personenwagen und fünf Schlafwagen der Wagner Palace Car Company.
Als der Zug den Bahnhof um 15:06 Uhr verließ, hatte er 26 Minuten Verspätung. Planmäßig hielt der Zug nur in Hudson und Poughkeepsie. Nachdem der Zug den Hudson River überquert hatte, wurde allerdings außerplanmäßig im Bahnhof Greenbush gehalten, um noch den Salonwagen Idlewild des republikanischen Senators Webster Wagner an das Ende des Zuges zu koppeln. In dem Zug reisten etwa 500 Personen, darunter auch John M. Toucey, Superintendent für die Strecke zwischen New York und Buffalo, und Charles Bissell, Superintendent für die Strecke zwischen Albany und New York.
Bei der Durchfahrt durch Tarrytown überholte der Schnellzug gegen 18:15 Uhr einen wartenden Nahverkehrszug, der ebenfalls zum Grand Central Depot in Manhattan unterwegs war. Der Atlantic Express hatte so viel Fahrzeit aufgeholt, dass er nur noch wenige Minuten Verspätung hatte.

### Nahverkehrszug
Der Nahverkehrszug, den der Schnellzug in Tarrytown überholt hatte, folgte dem Atlantic Express und hielt unter anderem im 23 km weiter südlich gelegenen Bahnhof Spuyten Duyvil. Er hielt dort um 19:04 Uhr. Der Lokführer ging davon aus, dass sein Abstand zum vorausfahrenden Schnellzug 13 Minuten betrug.

## Unfallhergang

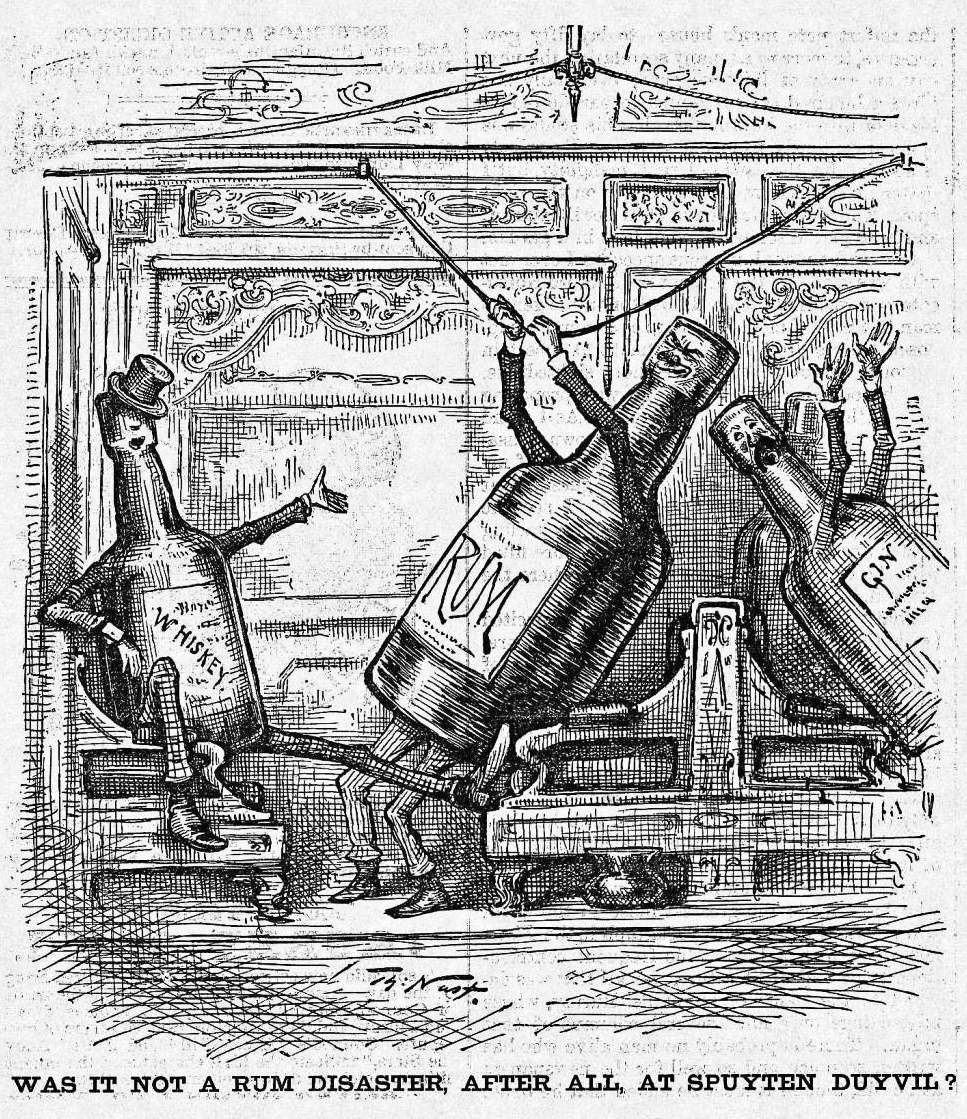
Karikatur: „Rum and politicians“ („Politiker und Alkohol“) aus Harper's Weekly

Der Atlantic Express hatte etwa 1 km nach Durchfahren des Bahnhofs Spuyten Duyvil angehalten. Dabei kam der Zugschluss im südlichen Teil des Geländeeinschnitts zum Stehen. Der Streckenposten am nördlichen Ende des Einschnitts konnte das nicht sehen. Grund für den außerplanmäßigen Halt war, dass einer der betrunkenen Abgeordneten die Notbremse zog.
Der Lokomotivführer der führenden Lokomotive des liegengebliebenen Zuges versuchte, ihn wieder in Gang zu setzen. Dabei brach allerdings die Kupplung zwischen beiden Lokomotiven. Der zweite Lokführer versuchte, im Bremssystem wieder den erforderlichen Luftdruck herzustellen, was allerdings mindestens 15 Minuten erforderte.
Der Bremser verließ den Zug mit einer Laterne, um nachfolgende Züge anzuhalten. Er lief in Richtung des Bahnhofs Spuyten Duyvil. Wann er nach Halt des Zuges diesen verließ und wie weit er ging, war später umstritten. Als er den Scheinwerfer des entgegenkommenden Zuges sah, begann er mit seiner Signallaterne „Halt“ zu winken.
Der Lokführer des Nahverkehrszuges schätzte nachträglich seine Geschwindigkeit auf etwa 20 mph (Meilen/h, 32 km/h). Der Bremsweg reichte nicht mehr aus, um den Zug rechtzeitig anzuhalten. Um 19:12 Uhr kollidierte dessen Lokomotive mit dem Zugschluss des Atlantic Express, wobei sie sich etwa 4 m in dessen Wagen schob. Dabei wurden die beiden am Zugschluss laufenden Wagen schwer beschädigt, Öl der Beleuchtung lief aus und setzte beide Fahrzeuge in Flammen. Der Lokomotivführer des auffahrenden Zuges blieb unverletzt und half anschließend bei den Rettungsarbeiten.

## Folgen

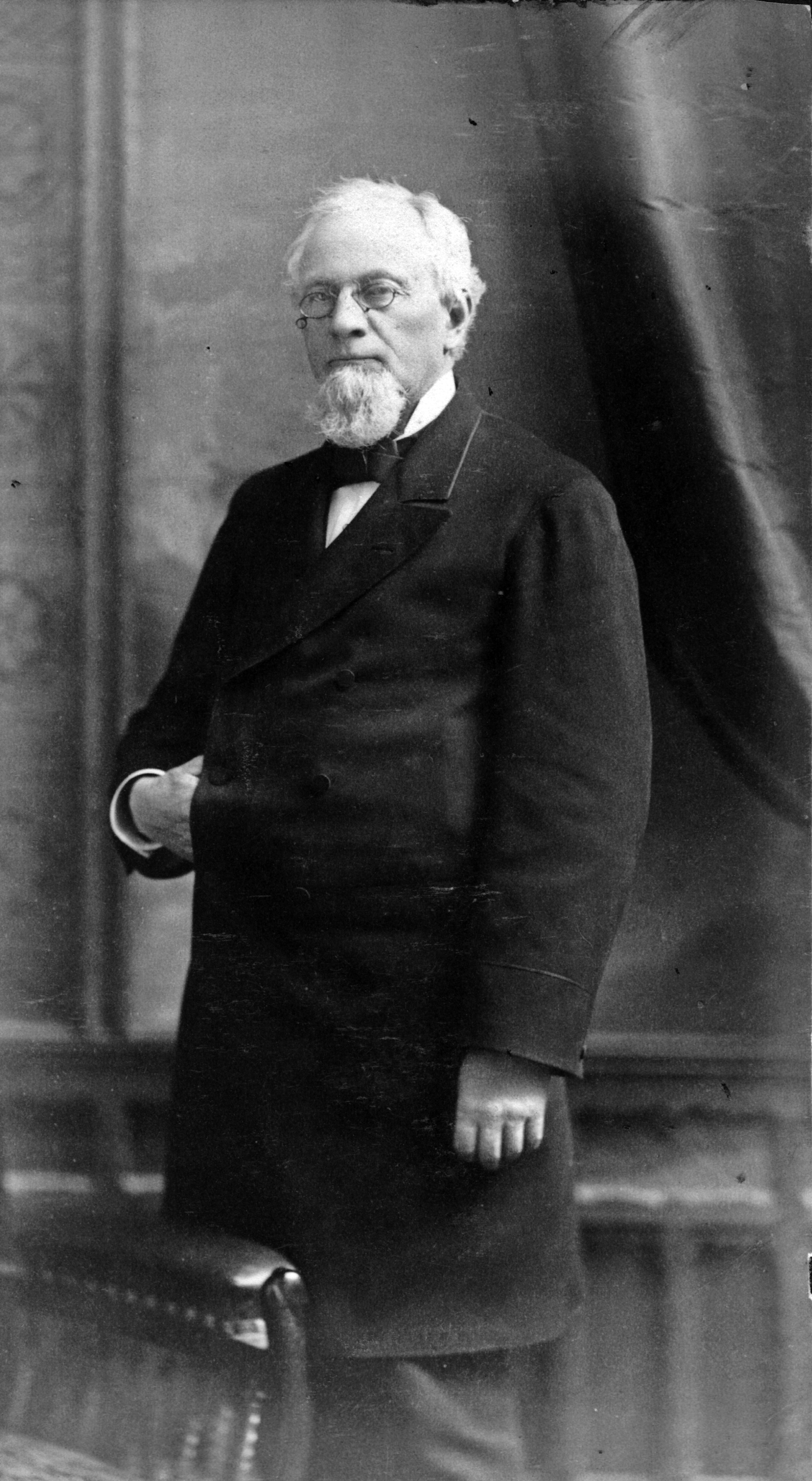
Webster Wagner – die Aufnahme entstand wenige Tage vor seinem Tod

Acht Menschen starben, 19 weitere wurden schwer, 17 weitere leicht verletzt. Abgesehen von den beiden völlig ausgebrannten Wagen am Schluss des Atlantic Express war der Sachschaden gering. An der Lokomotive waren Reparaturen im Umfang von $ 50 erforderlich, an der Eisenbahninfrastruktur musste eine Schwelle ersetzt werden.

### Rettungsmaßnahmen

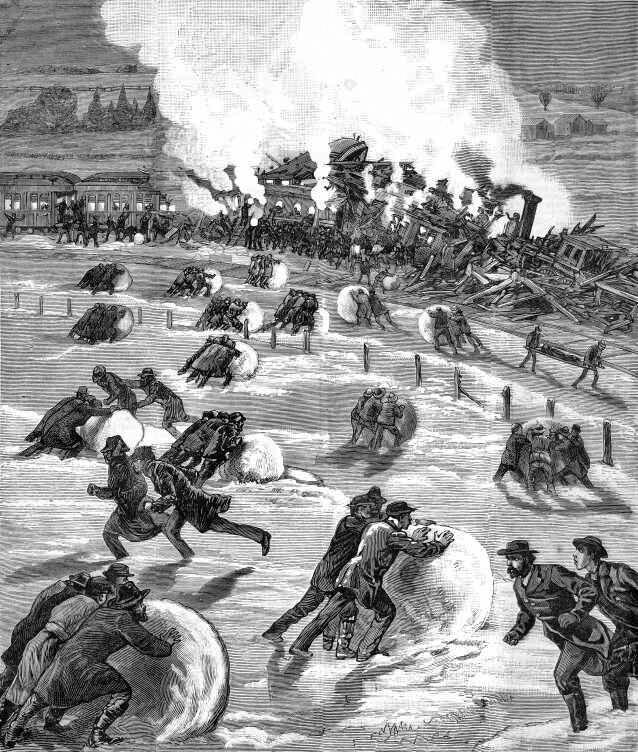
Zeitgenössische Illustration: Löschversuche mit Schneebällen

Da sich der Unfall am frühen Abend im Stadtgebiet der Bronx ereignete, waren schnell zahlreiche Helfer aus der Nachbarschaft zur Stelle. Auch die Feuerwehr traf bald mit einem Löschfahrzeug ein.
Der Lokführer der aufgefahrenen Lokomotive befürchtete, dass der Kessel der Dampflokomotive beschädigt war und zu explodieren drohte. Er nahm seinem Heizer die Schaufel ab und begann, Schnee in den Kessel zu schaufeln, um das Feuer zu löschen. Die Helfer, die bereits begonnen hatten, Wasser aus dem nahe gelegenen Bach zum Wrack zu tragen, um das Feuer zu löschen, das in den Trümmern der Schlafwagen ausgebrochen war, begannen Wasser auch auf die Außenseite des Kessels zu schütten. So wurde das Feuer in der Feuerbüchse gelöscht, und die Aufmerksamkeit der Retter richtete sich auf das Feuer in den Schlafwagen, in denen Fahrgäste eingeschlossen waren.
Obwohl er bei der Kollision schwere Verbrennungen im Gesicht und an den Armen erlitten hatte, übernahm der Zugführer des Atlantic Express das Kommando. Als das Wasser zum Löschen nicht ausreichte, begannen die Retter, Schnee auf das Feuer zu werfen, formten große Schneekugeln und rollten sie auf die havarierten, brennenden Fahrzeuge, während andere versuchten, die Verletzten und Toten aus den Trümmern zu bergen. Auch sie wurden mit Schnee und Wasser beworfen, um sie vor der Hitze der brennenden Fahrzeuge zu schützen.
Die Strecke konnte um 4 Uhr morgens wieder für den Zugverkehr freigegeben werden.

### Folgen

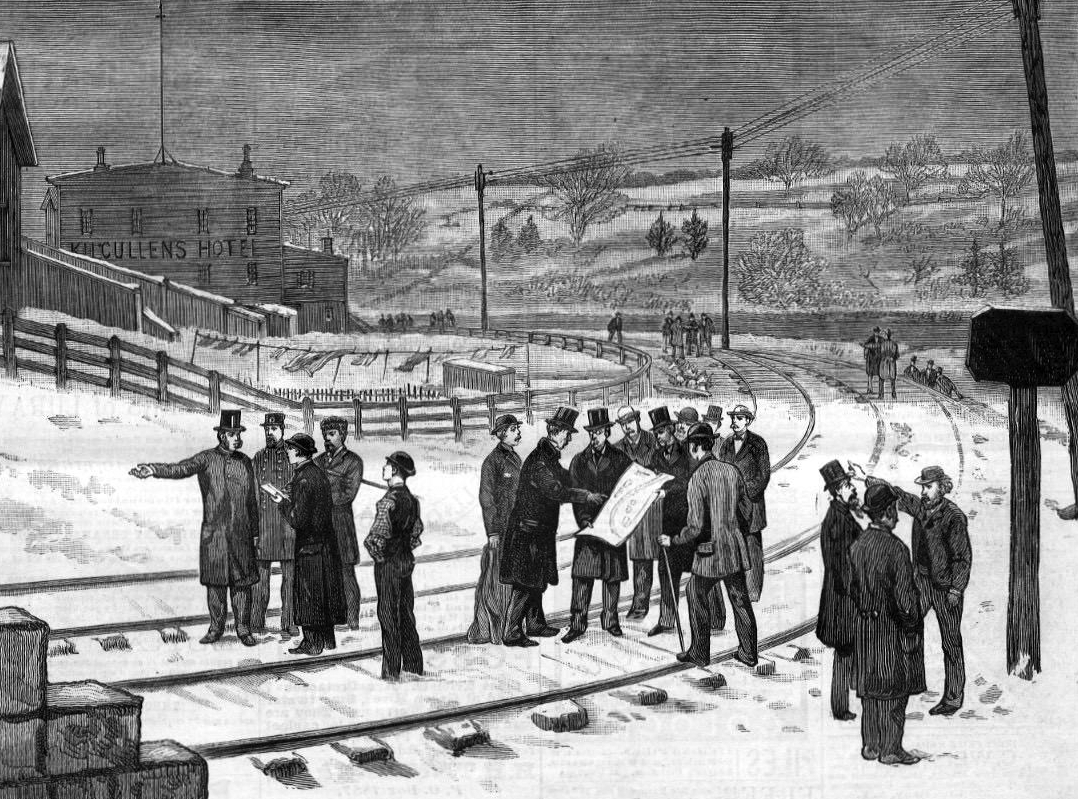
Zeitgenössische Darstellung: Ortstermin des Coroners mit Geschworenen an der Unfallstelle

Die Aufmerksamkeit der Presse für den Unfall war hoch, wegen des Todes von Webster Wagner und weil viele prominente Politiker im Zug gereist waren.
Die justizmäßige Aufarbeitung des Unfalls begann damit, dass die Geschworenen des Coroners empfahlen, den Bremser und den Zugführer – letzteren, weil er den Bremser nicht noch einmal ausdrücklich aufgefordert habe, den rückwärtigen Streckenabschnitt zu sichern – wegen fahrlässiger Tötung anzuklagen. Merkwürdigerweise untersuchte der Coroner nicht, welcher der Abgeordneten denn die Notbremse gezogen hatte. Dieser Abgeordnete blieb unbekannt.
Der eigentliche Strafprozess gegen den Bremser begann Ende November 1882. Die Staatsanwaltschaft argumentierte, dass der Bremser seine Pflicht nicht erfüllt habe, die Verteidigung, dass er zu viele widersprüchliche Anweisungen erhalten habe und als Analphabet die Betriebsvorschrift nicht lesen konnte. Zur Überraschung der Öffentlichkeit kamen die Geschworenen nach einer halben Stunde Beratung zu einem Freispruch. Die Geschworenen sprachen aber Empfehlungen an Eisenbahn und Gesetzgeber aus:
- Mineralöl solle nicht mehr als Brennstoff für die Beleuchtung der Wagen verwendet werden.
- alle Wagen sollten statt Kohleöfen auf Dampf- oder Heißwasserheizungen umgestellt werden.
- Das System des Streckenblocks, im Umfeld von Grand Central Depot bereits installiert, sollte auf die gesamte Strecke ausgedehnt werden.
- an beiden Enden von Einschnitten und Kurven mit eingeschränkten Sichtverhältnissen sollten stets Streckenposten stationiert sein.
- alle Bahnangestellten müssen ihre Lese- und Schreibfähigkeit nachweisen.
- Züge sollten mit einer ihrer Länge entsprechenden Zahl von Schaffnern besetzt sein.
- Wassereimer, Äxte und andere Hilfsmittel zur Brandbekämpfung müssten in jedem Zug mitgeführt werden.
- Verbot für die Eisenbahngesellschaften, Freifahrscheine an gewählte öffentliche Funktionsträger auszugeben.

Da mit Webster Wagner ein Senator ums Leben gekommen war, setzte der Senat des Bundesstaates New York einen Sonderausschuss ein, um den Vorfall zu untersuchen. Der schloss sich dem Urteil der Bahn an und erklärte den Bremser zum Hauptverantwortlichen. Der Senatsausschuss empfahl außerdem eine Erweiterung der Kontrollmöglichkeiten der staatlichen Eisenbahnkommission, was im folgenden Jahr auch vom Plenum beschlossen wurde.

## Reminiszenzen
Als der Atlantic Express anhielt, befand sich Webster Wagner im vorletzten Wagen und unterhielt sich mit anderen Abgeordneten. Nach dem Halt entschuldigte er sich, um sich im Zug umzusehen, und sagte: „These confounded railroads have a passion for smashing up my best cars“ („Diese verflixten Eisenbahnen haben eine Leidenschaft, meine besten Wagen zu zertrümmern“), bevor er in den letzten Wagen ging.